# Rozmowa w „Katedrze”
Rozmowa w „Katedrze” (Conversación en La Catedral) – powieść peruwiańskiego pisarza Maria Vargasa Llosy z 1969 roku. Uważana za najważniejsze dzieło w dorobku Llosy i jedną z najlepszych powieści XX w.
Rozmowa w „Katedrze” jest udaną próbą stworzenia powieści totalnej. Llosa wykorzystuje eksperymenty formalne Joyce’a czy Faulknera – czasem je pogłębiając, osadza je jednak w latynoskich realiach, demaskując pokolonialny system społeczny nadal obowiązujący w jego ojczyźnie.
Pierwowzorem literackiej „Katedry” była knajpa o takiej samej nazwie, znajdująca się w pobliżu Plaza de la Union w Limie. Obecnie jest tam parking.

## Fabuła
Połowa lat 60. Santiago Zavala, trzydziestolatek pracujący w redakcji jednej z limańskich gazet, spotyka dawnego szofera swego ojca (o imieniu Ambrosio) i razem lądują w tytułowej „Katedrze”, obskurnej knajpie dla biedoty, prowadzonej przez Chińczyków. Zaczynają się nieodzowne przy piwie wspominki i rodzą wątpliwości... Kim był ojciec Santiago? A może kim próbował być? Peruwiańskim arystokratą? Biznesmenem? Politykiem? Kimś jeszcze innym?
Losy Santiaga i jego rodziny oraz związana z nią obyczajowo-kryminalna intryga służą Llosie do stworzenia szerokiej panoramy Peru, od metyskich i czarnych chat po rezydencje kreolskiej elity społecznej, finansowej, politycznej. Santiago wędruje po zakamarkach pamięci i cofa się o dekadę, a Llosa jeszcze wcześniej, odtwarzając mechanizm powstawania dyktatury i ukazując jej nie zawsze jawny wpływ na życie jednostki.